# Joseph Müller-Blattau
Joseph Maria Müller-Blattau (ur. 21 maja 1895 w Colmar, zm. 21 października 1976 w Saarbrücken) – niemiecki muzykolog.

## Życiorys
Studiował u Friedricha Ludwiga na Uniwersytecie Strasburskim, uczył się też kompozycji i dyrygentury u Hansa Pfitznera oraz gry organowej u Ernsta Müncha w strasburskim konserwatorium. W czasie I wojny światowej został powołany do wojska. Po zakończeniu działań wojennych kontynuował studia muzykologiczne pod kierunkiem Wilibalda Gurlitta na Uniwersytecie we Fryburgu Bryzgowijskim, gdzie w 1920 roku uzyskał tytuł doktora na podstawie pracy Grundzüge einer Geschichte der Fuge (wyd. Królewiec 1923, 3. wyd. zrewid. 1963). Następnie podjął pracę na Uniwersytecie Albrechta w Królewcu, gdzie w 1922 roku habilitował się na podstawie pracy Die Kompositionslehre Heinrich Schützens in die Fassung seines Schulers Christoph Bernhard (wyd. Lipsk 1926, 2. wyd. 1963). Od 1922 roku prowadził na Uniwersytecie Królewieckim seminarium muzykologiczne, od 1924 roku kierował także instytutem muzyki kościelnej i szkolnej, w 1928 roku uzyskał stopień profesora. W kolejnych latach był wykładowcą uniwersytetu we Frankfurcie nad Menem (1935–1937) i uniwersytetu we Fryburgu Bryzgowijskim (1937–1939). Od 1952 do 1964 roku wykładał na Uniwersytecie Kraju Saary, w latach 1952–1958 pełnił ponadto funkcję dyrektora Staatliche Hochschule für Musik w Saarbrücken. Po 1945 roku uczył także w szkołach w Kusel i Kirchheimbolanden.
W swojej pracy naukowej zajmował się historią muzyki niemieckiej oraz niemiecką pieśnią ludową, szczególne znaczenie w jego dorobku zajmują badania nad pieśnią niemiecką okresu średniowiecza. W okresie pracy na Uniwersytecie Albrechta w Królewcu pisał również prace poświęcone kulturze muzycznej Prus Wschodnich. Był redaktorem 12. wydania Musiklexicon Hugo Riemanna (1937–1939), jednak pracę nad nim przerwał wybuch II wojny światowej.

## Wybrane prace
(na podstawie materiałów źródłowych)
- Das Elsass, ein Grenzland deutscher Musik (Fryburg Brygowijski 1922)
- Geschichte der Musik in Ost- und Westpreussen von der Ordenszeit bis zur Gegenwart (Królewiec 1931, 2. wyd. poszerz. 1968)
- Hamann und Herder in ihren Beziehungen zur Musik (Królewiec 1931)
- Das deutsche Volkslied (Berlin 1932, 2. wyd. 1958)
- Einführung in die Musikgeschichte (Berlin 1932, 2. wyd. 1941)
- Johannes Brahms (Poczdam 1933)
- Georg Friedrich Händel (Poczdam 1933, 2. wyd. 1959)
- Zur Erforschung der ostpreussischen Volksliedes (Halle 1934)
- Johann Sebastian Bach (Lipsk 1935, 2. wyd. Stuttgart 1950)
- Geschichte der deutschen Musik (Berlin 1938, 3. wyd. 1942)
- Hans Pfitzner (Poczdam 1940, 2. wyd. zrewid. 1969)
- Gestaltung–Umgestaltung: Studien zur Geschichte der musikalischen Variation (Stuttgart 1950)
- Das Verhältnis von Wort und Ton in der Geschichte der Musik: Grundzüge und Probleme (Stuttgart 1952)
- Die Volksliedsammlung der jungen Goethe (Kassel 1955)
- Von der Vielfalt der Musik: Musikgeschichte–Musikerziehung–Musikpflege (Fryburg Bryzgowijski 1966)
- Goethe und die Meister der Musik (Stuttgart 1969)